# Cezary Madryas
Cezary Wojciech Madryas (ur. 6 lutego 1952 r. we Wrocławiu) – polski inżynier budownictwa, specjalizujący się w inżynierii miejskiej; nauczyciel akademicki związany z Politechniką Wrocławską oraz jej prorektor ds. rozwoju od 2008. Od 1 września 2016 rektor Politechniki Wrocławskiej.

## Życiorys
Urodził się w 1952 we Wrocławiu, z którym związał całe swoje życie osobiste i zawodowe. Ukończył tu kolejno szkołę podstawową oraz średnią. Studiował budownictwo na Politechnice Wrocławskiej, które ukończył w 1976, zdobywając dyplomy magistra inżyniera. Następnie został zatrudniony na swojej macierzystej uczelni w charakterze asystenta oraz podjął studia doktoranckie, zakończone w 1981, uzyskaniem przez niego stopnia naukowego doktora nauk technicznych. Wraz z nowym tytułem został mianowany na stanowisko adiunkta. W 1994 otrzymał stopień doktora habilitowanego nauk technicznych w zakresie budownictwa o specjalności budownictwo, na podstawie rozprawy nt. Odnowa przewodów kanalizacyjnych. W 1998 objął stanowisko profesora nadzwyczajnego, a w 2003 profesora zwyczajnego. W tym samym roku prezydent Polski Aleksander Kwaśniewski nadał mu tytuł profesora nauk technicznych.
Poza działalnością naukowo-dydaktyczną żywo zaangażował się w działalność organizacyjną wrocławskiej politechniki. W latach 1991–1996 piastował funkcję zastępcy dyrektora Instytutu Inżynierii Lądowej. W 1996 został kierownikiem Zakładu Inżynierii Miejskiej. Od 2002 do 2005 pełnił urząd dyrektora Instytutu Inżynierii Lądowej, a w okresie od 2005 do 2008 dziekana Wydziału Budownictwa Lądowego i Wodnego. W 2008 został wybrany na prorektora do spraw rozwoju. 28 kwietnia 2016 został wybrany na rektora Politechniki Wrocławskiej. 

## Dorobek naukowy
Prowadzone przez niego badania i analizy teoretyczne dotyczą zagadnień obliczanie i funkcjonowania konstrukcji infrastruktury miast w kontekście perspektyw szerokiego zainwestowania przestrzeni podziemnej i przystosowania jej do potrzeb miast przyszłości. Profesor jest autorem lub współautorem ponad 150 prac publikowanych, w tym: 3 monografii, 5 opracowań książkowych o charakterze dydaktycznym. Jest promotorem 6 obronionych (z wyróżnieniem) przewodów doktorskich.
Brał czynny udział, tak pod względem organizacyjnym jak i naukowym, kreując programy i misje ponad 30 konferencji naukowych i naukowo-technicznych. W środowisku związanym z kształtowaniem podziemnej zabudowy miast, od lat ogromnym uznaniem cieszy się największa w kraju (od 1995 międzynarodowa) konferencja "Infrastruktura podziemna miast", której jest głównym animatorem (przewodniczącym komitetu naukowego i organizacyjnego). Jest członkiem stowarzyszeń naukowych, a także Komitetu Inżynierii Lądowej i Wodnej Polskiej Akademii Nauk.

## Odznaczenia i wyróżnienia
- Srebrny Krzyż Zasługi (1997)[7]
- Złoty Medal za Długoletnią Służbę
- Medal Komisji Edukacji Narodowej[8]
- Odznaka Honorowa Zasłużony dla Województwa Dolnośląskiego[9].
- Nagroda im. prof. Wacława Żenczykowskiego (1999)[10].
- Medal im. prof. Stefana Kaufmana (2014)[11].